# Judah ben Baba
Judah ben Baba (Rav Pappa - רב פפא) (Israele, ... – ...; fl. II secolo) era un saggio ebreo, rabbino Tanna, del II secolo e.v., che ordinò numerosi rabbini in un'epoca in cui il governo romano proibiva tali cerimonie. La punizione inflitta era l'esecuzione dell'ordinante e dei nuovi ordinati.
Tra i rabbini ordinati da Rabbi Judah ben Baba c'era Judah ben Ilai. Rabbi Judah ben Baba fu ucciso dai romani di Adriano all'età di 70 anni ed è noto come uno dei "Dieci Martiri". Rabbi Judah ben Baba fu catturato dai soldati dell'imperatore mentre stava ordinando i suoi studenti. Gridò a questi di scappare, ma lui era troppo anziano per farlo. I soldati gli lanciarono contro 300 giavellini, causandone la morte.

## Contributi al Talmud
Judah ben Baba è citato in molti aforismi e leggende. Noto come "il Chassid", si afferma che ogniqualvolta nel Talmud si menziona "il Chassid", ci si riferisca o a lui o a Judah ben Ilai.
È l'autore di numerose decisioni dell'Halakhah, inclusa quella che asserisce che un solo testimone della morte del marito sia sufficiente per giustificare il permesso alla moglie di risposarsi. Rabbi Akiva fu il suo più forte oppositore nelle dispute halakhiche.